# 桂顺姬
桂順姬（계순희，1979年8月2日—），北韓退役女子柔道運動員，1996年阿特蘭大奧運金牌得主，獲金日成獎、勞動英雄和人民体育人稱號。

## 生平
桂順姬出生於平壤。據官方雜誌《今日朝鮮》介紹，她從小就能把同年紀的男孩過肩摔倒。在9歲時，她通過「體育選手後備培養體系」正式學習柔道。此後，她多次在國內的比賽獲勝。1996年阿特蘭大奧運，她通過外卡參賽，並在決賽擊敗日本對手谷亮子，贏得金牌。返國後，她獲民眾夾道歡迎，並取得「人民體育人」稱號。之後，她先後在2001年、2003年、2005年和2007年的世界柔道錦標賽中奪冠。儘管她在2000年悉尼奧運和2004年雅典奧運取得銅牌和銀牌，她仍獲得官方頒發金日成獎和勞動英雄稱號。目前，桂順姬是牡丹峰體育隊的柔道教練。

## 資料來源
1. 1 2 3 4 5 6  "朝鮮婦女的自豪" 《今日朝鮮》2016.03 P.12
2. ↑  Official website of the Beijing Olympic Games 的存檔，存档日期2008-08-01.